# Gare de Cubzac-les-Ponts
Gare de Cubzac-les-Ponts vasútállomás Franciaországban, Cubzac-les-Ponts településen.

## Vasútvonalak
Az állomást az alábbi vasútvonalak érintik:
- Chartres–Bordeaux-vasútvonal

## Kapcsolódó állomások
A vasútállomáshoz az alábbi állomások vannak a legközelebb:
- Gare de Saint-André-de-Cubzac
- Gare de la Grave-d'Ambarès